# Tim Florstedt
Tim Florstedt (* 1974) ist ein deutscher Rechtswissenschaftler.

## Leben
Er studierte Rechtswissenschaften an den Universitäten Münster und Kiel. 2005/2006 wurde er mit der Dissertation Der "stille Verband" an der Universität Bonn promoviert. Sie wurde von Karsten Schmidt und Marcus Lutter jeweils mit „summa cum laude“ bewertet und erhielt einen Stiftungspreis. Seit Juni 2004 war er wissenschaftlicher Assistent am Institute for Law and Finance der Goethe-Universität Frankfurt und Habilitand bei Theodor Baums. Mit der Habilitation im Januar 2013 mit der Schrift „Recht als Symmetrie. Ein Beitrag zur Theorie des subjektiven Privatrechts“ wurde Florstedt die venia legendi für die Fachgebiete „Bürgerliches Recht, Handels-und Wirtschaftsrecht, Rechtstheorie“ verliehen. Im Mai 2013 wurde er zum Privatdozenten durch die Johann Wolfgang Goethe-Universität ernannt. Seit September 2013 lehrt er als Inhaber des Lehrstuhls für Bürgerliches Recht, Handels- und Wirtschaftsrecht und Bankrecht an der EBS Universität für Wirtschaft und Recht.
Seine Forschungsschwerpunkte sind Handels- und Gesellschaftsrecht, Bürgerliches Recht, Bank- und Kapitalmarktrecht, Steuerrecht, Rechtstheorie und Rechtsphilosophie.

## Schriften (Auswahl)
- Der „stille Verband“. Köln 2007, ISBN 3-452-26600-1.
- als Herausgeber mit Theodor Baums, Ulrich Segna, Hans-Gert Vogel und Julia Redenius-Hövermann: Beiträge zur Geschichte des Wirtschaftsrechts. Tübingen 2012, ISBN 3-16-152112-9.
- Stand und Entwicklung der steuerrechtlichen Mitunternehmerdoktrin. Berlin 2015, ISBN 3-428-14594-1.
- Recht als Symmetrie. Ein Beitrag zur Theorie des subjektiven Privatrechts. Tübingen 2015, ISBN 3-16-153223-6.